# 점화 코일

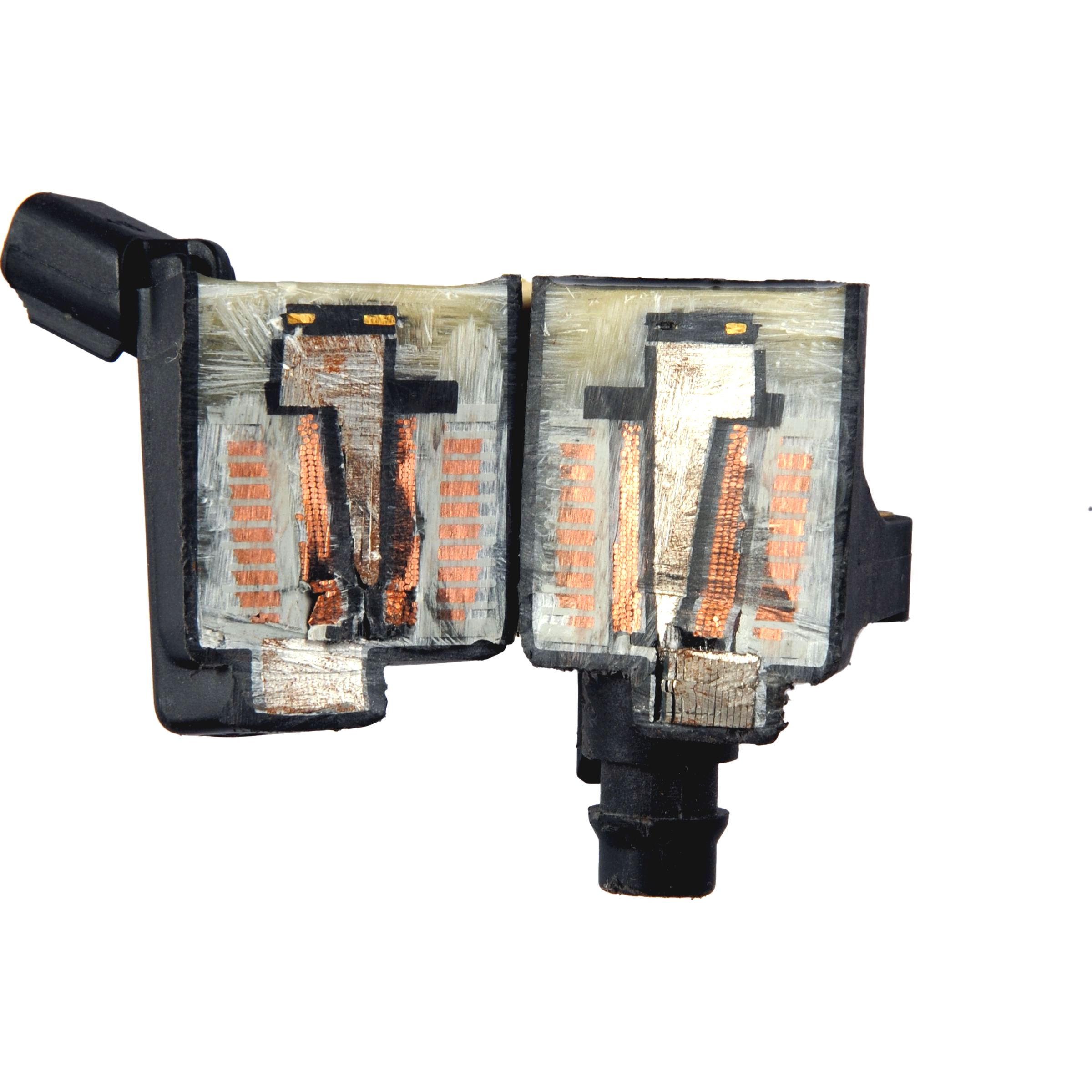

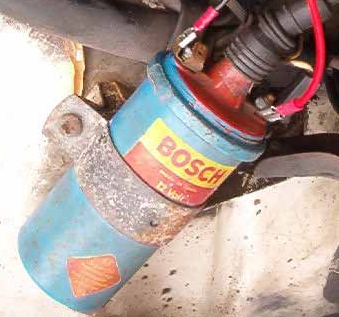

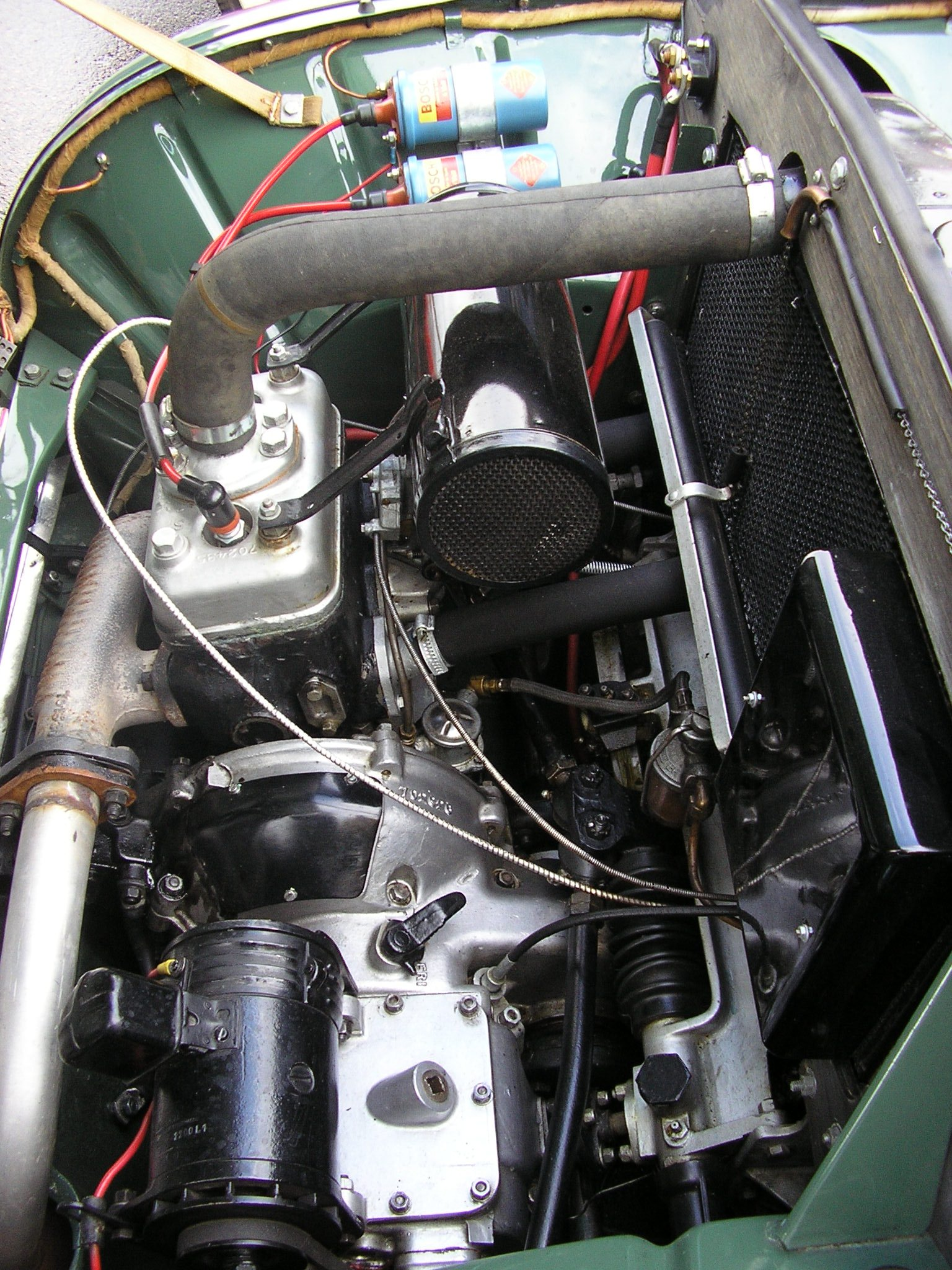

점화 코일 (스파크 코일이라고도 한다)은 연료를 점화하기 위해 점화 플러그에 전기 스파크를 생성하는데 필요한 수천 볼트로 배터리의 저전압을 변환하는 자동차 점화 시스템의 유도 코일이다. 일부 코일은 내부 저항이 있는 반면, 다른 코일은 자동차의 12V 전원에서 코일로 흐르는 전류를 제한하기 위해 레지스터 와이어 또는 외부 저항을 사용한다. 점화 코일에서 배전기로 가는 전선과 배전기에서 각 점화 플러그로 가는 고전압 전선을 점화 플러그 전선 또는 고압 전선이라고 한다.
원래 모든 점화 코일 시스템에는 기계 접촉 차단기 점과 축전기 (콘덴서)가 필요했다. 보다 최근의 전자 점화 시스템은 전력 반도체 소자를 사용하여 점화 코일에 펄스를 제공한다. 현대의 자동차는 각 엔진 실린더에 하나의 점화 코일을 사용하여 결함이 있는 점화 플러그 케이블을 제거하고 고전압 펄스를 전달하는 배전기를 사용할 수 있다.
연료/공기 혼합물을 점화하기 위해 압축에 의존하는 디젤 엔진에는 점화 시스템이 필요없다.

## 기본 원리
점화 코일은 구리 와이어의 2가지 코일로 둘러싸인 적층 철 코어로 구성된다. 전원 변압기와 달리 점화 코일에는 개방 자기 회로가 있다. 철심은 권선 주위에 폐쇄된 루프를 형성하지 않는다. 코어의 자기장에 저장되는 에너지는 점화 플러그로 저장되는 에너지이다.

## 같이 보기
- 전자기학
- 패러데이 전자기 유도 법칙
- 자기장
- 테슬라 코일